# ＃きとキュン♡トラベラー with T
『#きとキュン♡トラベラー with T』（きとキュン トラベラー ウィズ ティー、通称：きとキュン）は、チューリップテレビで放送されていたバラエティ・旅番組である。

## 概要
グルメ情報や旅の楽しさを伝え、富山の新しい魅力を調査したりする。富山県の女性や県内出身者を「きときとでキュンキュンな人たち」、と県外から富山に移住した人や観光に来る人たちを「トラベラー」と位置づけ、トラベラーから見える様々な富山を紹介したり元気づけたりしようという意味がある。なお、「きときと」は富山弁で「新鮮な」を意味。「トラベラー」は富山弁で県外の人を意味する「旅の人」からきている。
2016年11月29日から2017年9月26日までの番組名は『#きとキュン♡トラベラー』であり、同年10月3日より『#きとキュン♡トラベラー with Ｔ』となった。
2021年5月12日から2022年3月30日放送分はTVerとGYAO!にて放送後1週間限定で無料配信され、Paraviでは過去放送分のバックナンバーが配信された。

## 放送時間
全て日本時間（JST）で記す。
| 期間       | 期間      | 放送時間（JST）     |
| ---------- | --------- | ------------------- |
| 2016.11.29 | 2022.3.30 | 0:11 - 0:36（25分） |

## 出演者
- 近藤あや（2016年11月29日 - 2022年3月30日）
- 中井りか（NGT48）（2017年10月10日 - 2022年3月30日） - 当初は準レギュラーとして出演し、2019年10月よりレギュラー出演。

## ナレーター
- 桜木つぐみ（2021年1月 - 2022年3月30日）

## 使用曲
- オープニングテーマ：Official髭男dism「Amazing」